# The Fable
Pour plus de détails, voir Fiche technique et Distribution.
The Fable (ザ・ファブル, Za Faburu) est une comédie d'action japonaise réalisée par Kan Eguchi (ja) et sortie en 2019 au Japon. C'est l’adaptation du manga éponyme (The Fable) de Katsuhisa Minami (ja) (publié depuis 2014).
Il totalise plus de 10 millions $ au box-office japonais de 2019.

## Synopsis
Un garçon (Jun'ichi Okada), formé comme un tueur depuis son enfance, est aujourd'hui tueur sous contrat sous le nom de « Fable ». Il obtient de prendre une année de vacances et s'installe à Osaka en prenant le nom d'Akira Sato.

## Fiche technique
- Titre original : ザ・ファブル
- Titre international : The Fable
- Réalisation : Kan Eguchi (ja)
- Scénario : Yūsuke Watanabe
- Photographie : Kazunari Tanaka
- Montage : Tsuyoshi Wada (ja)
- Musique : Grand Funk (ja)
- Société de production : Geek Pictures (ja)
- Société de distribution : Shōchiku
- Pays d'origine :  Japon
- Langue originale : japonais
- Format : couleur
- Genre : Comédie et action
- Durée : 123 minutes[1]
- Dates de sortie :
  - Japon : 21 juin 2019[1]
  - Suisse : 7 juillet 2019 (Festival international du film fantastique de Neuchâtel 2019[2])

## Distribution
- Jun'ichi Okada : Akira Sato (Fable)
- Fumino Kimura (en) : Yoko
- Kōichi Satō : le patron
- Mizuki Yamamoto (en) : Misaki
- Ryō Kimura : Kudo
- Kai Inowaki : Kuro